# Lake Thomas
Der Lake Thomas ist ein durch Schmelzwasser gespeister See im ostantarktischen Viktorialand. In der Olympus Range ist er auf seiner Nordwest- und Nordostseite durch den Robertson Ridge und den Clark-Gletscher eingefasst.
Das Advisory Committee on Antarctic Names benannte ihn 1976 nach dem Glaziologen Robert H. Thomas, der in zwei aufeinanderfolgenden Sommerkampagnen zwischen 1973 und 1975 im Rahmen des United States Antarctic Research Program an Untersuchungen des Ross-Schelfeises beteiligt war.